# Арнор
Арнор је измишљено краљевство из Средње земље, чувеног творца триологије Господар прстенова Џон Роналд Руел Толкина.
Арнор је основао године 3320. другог доба Сунца Елендил Нуменорејац, и било је то прво краљевство Дунедаина на Средњој земљи. Елендил је владао у Арнору као Узвишени краљ Дунедаина, али је послао своје синове на југ да оснују Гондор, краљевство Дунедаина југа. Арнорова прва престоница био је Ануминас, на обалама језера Евендим; до 861. Форност је постао његов најважнији град и престоница. Те године Арнор су на три краљевства - Артедаин, Кардолан и Рудаур - поделила три сина Еарендура, његовог десетог краља. Године 1300. на североистоку Арнора уздигло се зло вештичје краљевство Ангмар. Током скоро седам стотина година Господар Назгула, који је био познат само као вештац-краљ, ратовао је против Дунедаина Арнора. До 1409. краљевства Кардолан и Рудаур су уништена, али Дунедаини Артедаина су наставили да се боре следећих шест векова. Коначно, године 1974, Артедиан су опустошиле легије Орка и варварске хорде вешца-краља. Иако је лоза његових краљева остала непрекинута у раштрканим остацима његовог народа, краљевство Арнор је престало да постоји. Тек после самог краја Рата Прстена, кад је Арагорн II, последњи Поглавар, постао Узвишени Краљ свих Дунедаина, Арнор је повратио и поново успоставио своју некадашњу моћ и славу. У Арнору један од важнијих градова био је и Амон Сул.